# The Ridgeway

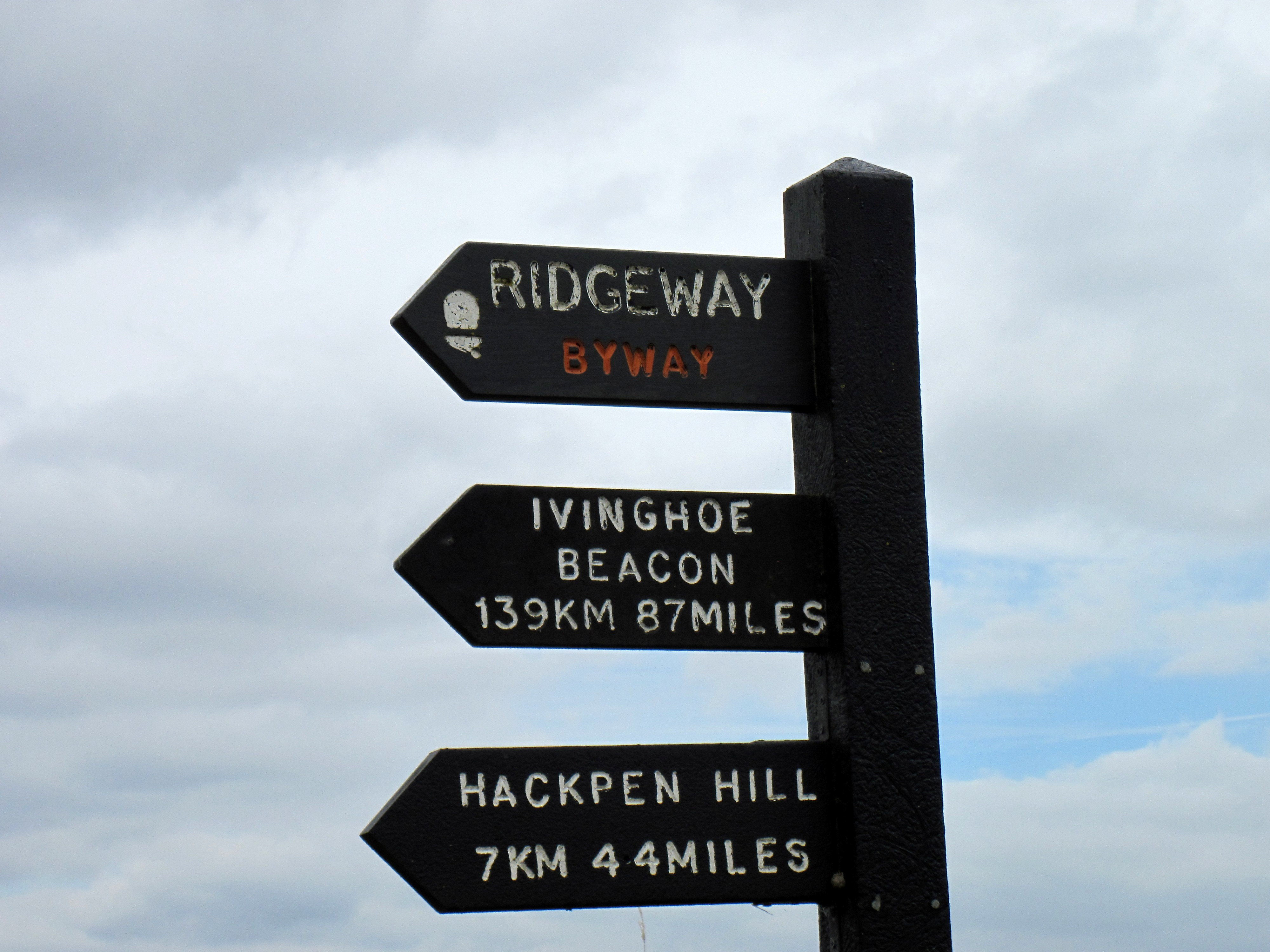

The Ridgeway is een langeafstandswandelpad (National Trail) in Engeland. Het pad is 140 kilometer lang en werd gecreëerd in 1972 op een prehistorisch pad. Het loopt van Overton Hill, bij Avebury, naar Streatley. Het pad volgt daarna delen van de Icknield Way door de Chiltern Hills tot Ivinghoe Beacon in Buckinghamshire.

## Afbeeldingen

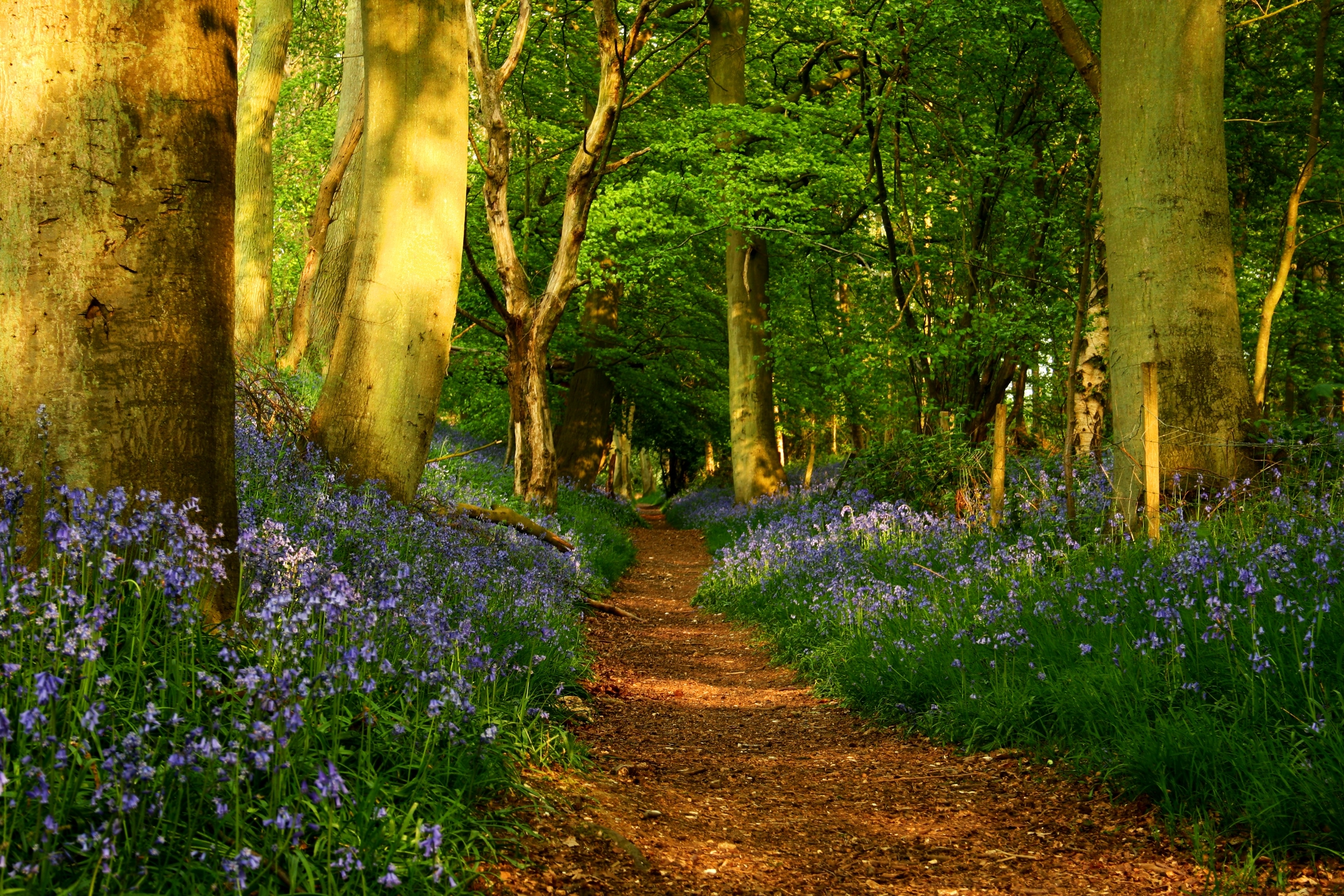
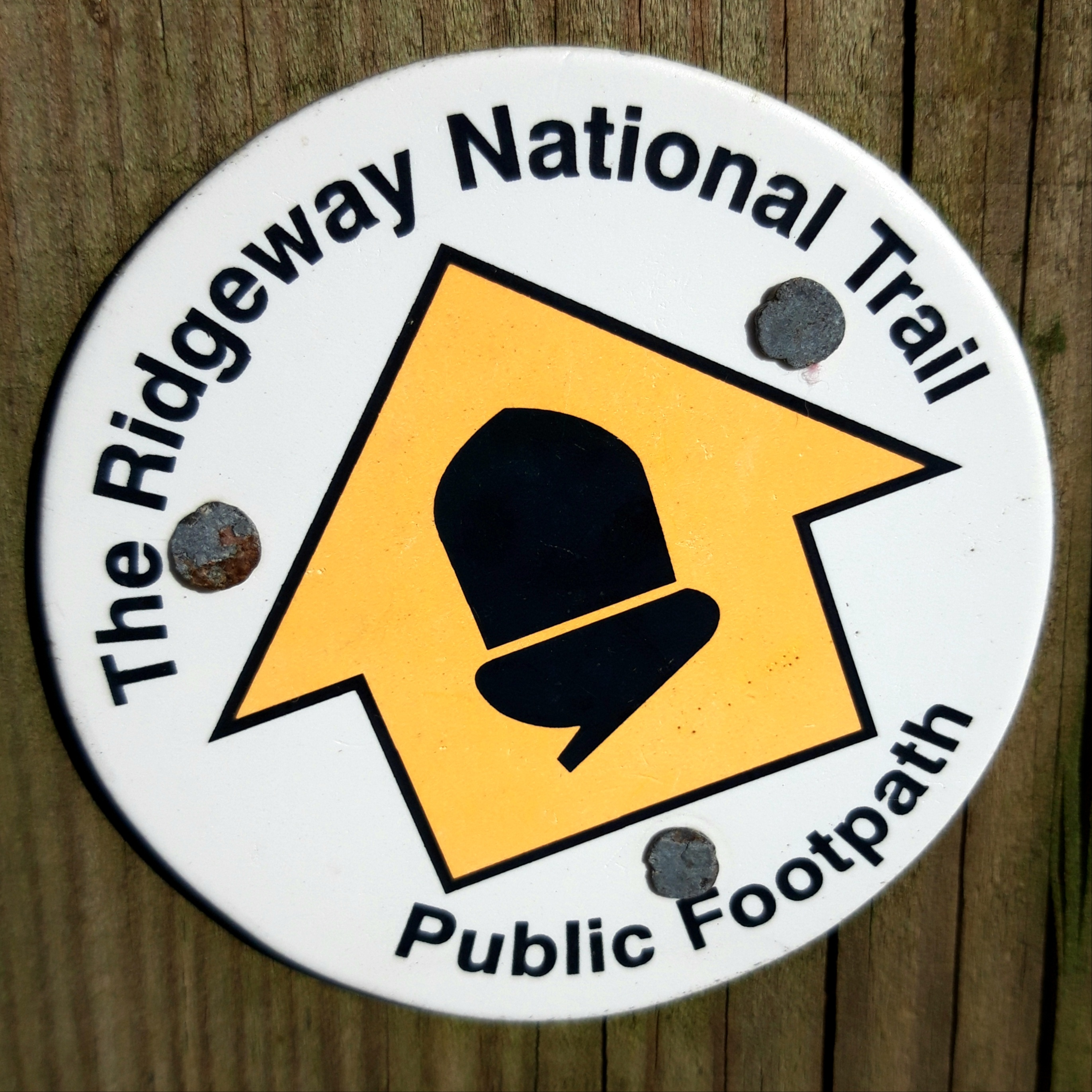
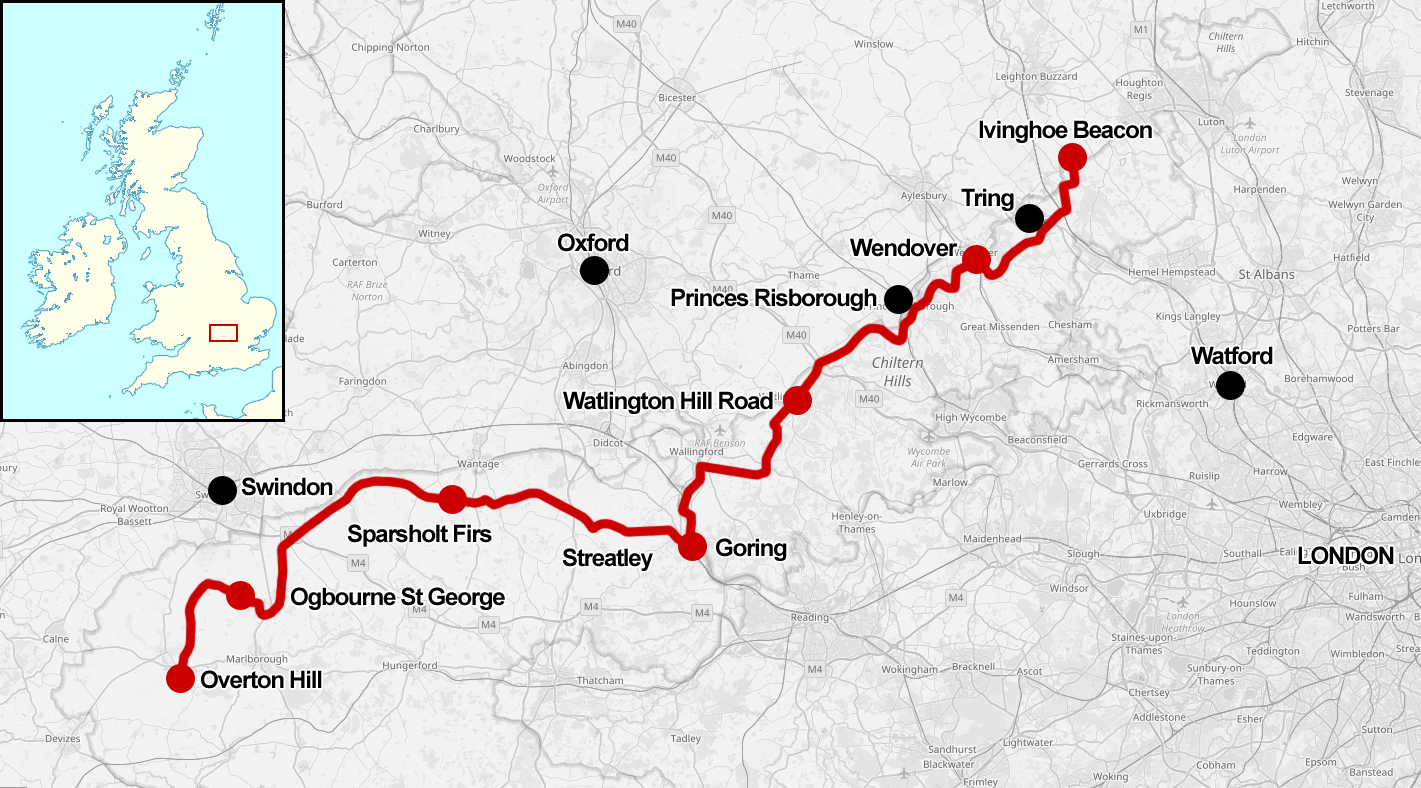